# Capilla de Santa María Magdalena (Petare)
La Capilla Santa María Magdalena también llamada Capilla El Calvario
 es un templo de la iglesia católica localizado en el casco histórico de Petare un sector del Municipio Sucre al este del distrito Metropolitano de Caracas y al norte del país sudamericano de Venezuela.
Se trata de un edificio que data de marzo de 1785, que fue parcialmente destruido en el terremoto de Caracas en 1812 y reconstruido en 1816. En 1960 fue declarado monumento histórico nacional. La capilla ha sido restaurada en Varias ocasiones, la última en 2012 cuando el metro de Caracas asumió las obras para su reparación y reinauguración.